# Alstonia
Alstonia (Alstonia) – rodzaj roślin z rodziny toinowatych. Należą do niego 43 gatunki roślin. Występują one w strefie międzyzwrotnikowej w Azji, Afryce, w północnej Australii i na wyspach Oceanii oraz w Ameryce Środkowej. Są to drzewa i krzewy zawierające sok mleczny z alkaloidami. Alstonia szkolna wykorzystywana jest jako roślina lecznicza. Dawniej także bardzo lekkie drewno tego gatunku służyło do wyrobu tabliczek szkolnych.

## Morfologia
PokrójDrzewa i krzewy o pędach bocznych wyrastających w okółkach po 4–5.
LiścieZebrane w okółkach, rzadziej naprzeciwległe.
KwiatyZebrane w wierzchotkach, a te zebrane z kolei po kilka w złożone wiechy i baldachy. Kielich z działkami zrośniętymi. Korona kwiatu także zrosłopłatkowa, z płatkami wolnymi od połowy, od wewnątrz omszonymi, barwy białej, żółtej do czerwonej. Pręciki wewnątrz rurki korony. Zalążnia z dwóch odrębnych lub złączonych owocolistków zawierających liczne zalążki.
OwoceZrośnięte lub wolne dwa mieszki zawierające nasiona podługowate do równowąskich.

## Systematyka
Rodzaj należy do rodziny toinowatych podrodziny Rauvolfioideae i plemienia Alstonieae.
Wykaz gatunków
| - Alstonia actinophylla (A.Cunn.) K.Schum. - Alstonia angustifolia Wall. ex A.DC. - Alstonia angustiloba Miq. - Alstonia annamensis (Monach.) Sidiyasa - Alstonia balansae Guillaumin - Alstonia beatricis Sidiyasa - Alstonia boonei De Wild. - Alstonia boulindaensis Boiteau - Alstonia breviloba Sidiyasa - Alstonia congensis Engl. - Alstonia constricta F.Muell. - Alstonia coriacea Pancher ex S.Moore - Alstonia costata (G.Forst.) R.Br. - Alstonia curtisii King & Gamble - Alstonia deplanchei Van Heurck & Müll.Arg. - Alstonia guanxiensis D.Fang & X.X.Chen - Alstonia iwahigensis Elmer - Alstonia lanceolata Van Heurck & Müll.Arg. - Alstonia lanceolifera S.Moore - Alstonia legouixiae Van Heurck & Müll.Arg. - Alstonia lenormandii Van Heurck & Müll.Arg. - Alstonia macrophylla Wall. ex G.Don | - Alstonia mairei H.Lév. - Alstonia muelleriana Domin - Alstonia neriifolia D.Don - Alstonia odontophora Boiteau - Alstonia parkinsonii (M.Gangop. & Chakrab.) Lakra & Chakrab. - Alstonia parvifolia Merr. - Alstonia penangiana Sidiyasa - Alstonia pneumatophora Baker ex Den Berger - Alstonia quaternata Van Heurck & Müll.Arg. - Alstonia rostrata C.E.C.Fisch. - Alstonia rubiginosa Sidiyasa - Alstonia rupestris Kerr - Alstonia scholaris (L.) R. Br. – alstonia szkolna - Alstonia sebusi (Van Heurck & Müll.Arg.) Monach. - Alstonia spatulata Blume - Alstonia spectabilis R.Br. - Alstonia sphaerocapitata Boiteau - Alstonia venenata R.Br. - Alstonia vieillardii Van Heurck & Müll.Arg. - Alstonia vietnamensis D.J.Middleton - Alstonia yunnanensis Diels |